# Радио Мираја
Радио Мираја (енгл. Radio Miraya) је независна радио станица са седиштем у главном граду Јужног Судана — Џуби. Основана је 30. јануара 2006. године уз помоћ УНМИСС-а и швајцарске фондације „Хиронделе“. Програм радија Мираја састоји се редовних вести, актуелних дешавања, музике, спорта, културе и др. Станица пропагира професионализам, интегритет, независност и разноликост. Програм се емитује на енглеском и арапском језику. Радио Мираја је доступна на простору целог Јужног Судана на фреквенцијама 11560 и 15710 kHz.

## Програм
| Шема                | Назив емисије         | Опис                               | Време          |
| ------------------- | --------------------- | ---------------------------------- | -------------- |
| Јутарња             | Добро јутро, Судан () | вести и најаве                     | 6:00 до 7:00   |
| Јутарња             | Тренутна дешавања ()  | регион, култура, образовање        | 7:15 до 08:33  |
| Јутарња/Подневна    | Друштво и забава ()   | друштво, вести, забава             | 09:00 до 12:18 |
| Подневна/Поподневна | Судан у подне ()      | образовање, регион, друштво, вести | 13:00 до 18:05 |
| Вечерња             | Судан увече ()        | вести, спорт, дебате               | 18:30 до 19:42 |
| Ноћна               | Ноћни програм ()      | ноћни програм                      | 20:00 до 6:00  |